# Jagthund
Jagthund, en brugshund, der er avlet med henblik på jagt eller anvendes til jagt.

## Historie
For 100.000 år siden blev de første hunde anvendt til jagt af jægere. De første hunde var jagthunde, og den ældste form for jagt foregik ved at hundene jagtede i flok, hvor hundene opsporede vildtet og forfulgte vildtet, indtil det blev muligt for jægeren at komme frem og dræbe vildtet. Derudover blev spaniels (hunderace) udviklet til falkejagt, hvor hundene skulle rejse fuglevildtet mod fangstnet; alternativet var at spaniels fik vildtet til at trykke sig, hvorefter jægeren kastede fangstnettet over både jagthunden og vildtet.

### Efter introduktion af skydevåben
Da skydevåbnene blev udviklet, var spaniels de ideelle hunde til jagt, der arbejdede som stødende hunde under jagtbøssen, hvor de stødte vildtet op fra sit skjul, således at jægeren kunne nedskyde vildtet. Denne jagtmetode anvendes stadigvæk den dag i dag.
Langt op i 1900-tallet var det almindeligt at bruge spaniels til at støde vildtet, mens de apporterende hunde (retrievere) blev brugt til at apportere det nedlagte vildt. Visse spaniels havde tendens til at standse op for vildtfært for efterfølgende at rejse vildtet, hvilket blev avlsmaterialet for udviklede 'setting spaniels', der blev forfaderen til setter-racerne og de stående hunde. Denne udvikling fandt sted i England, samtidig med at der blev fremavlet stående jagthunde på kontinentet.
Efterhånden med at skydevåbnene blev mere effektive til brug for jagt, voksede behovet for hunde der kunne hente vildtet efter at dette var skudt. Til dette apporteringsarbejde udviklede man særlige retrieverracer. Disse racer er et resultat af krydsninger mellem den nu uddøde hunderace fra New Foundland St. Johns-hunden, og forskellige spaniel- og setter-racer.
En anden jagtform der blev introduceret i skydevåbnenes tid var parforcejagten, hvor jægerne følger hundene til hest.

## Hovedgrupper af jagthunde
Jagthunde kan inddeles i flere grupper:

### Gravsøgende hunde
Jagt med gravsøgende hunde blev brugt længe før skydevåben blev en del af jagten. Den gravsøgende hunds oprindelige opgave var at opsøge blandt andet ræv og grævling som havde søgt ophold under jorden. Nede i de underjordiske gangsystemer skulle jagthunden med truende attitude give hals og holde dyret i skak. På denne måde signalerede hunden til jægerne hvor de skulle begynde at grave sig ned til vildtet. Hunde kunne også jage ræven eller grævlingen ud i et af de rør som endte blindt, som man ofte kan finde i de underjordiske gangsystemer. Her kunne hunden med overbevisende skinangreb spærre for vildtets eneste udvej. Det var under disse forhold de gravsøgende hunde blev skabt. I dag er gravjagt stadig en populær jagtform. Gravsøgende hunde som anvendes på jagt i Danmark er bl.a. Jack Russel terrier, tysk jagtterrier, border terrier m.fl.

### Støvere
Støvere, også kaldet drivende hunde, opsnuser selv den mindste fært af vildt, og hundene fører an i jagten, der vil gå over "stok og sten". Eksempler på hunderacer der tilhører denne gruppe er følgende hunderacer: Basset fauve de Bretagne, drever, basset hound, beagle, finsk støver, grand basset griffon vendeen, gravhunde (alle tre pelstyper), Hamilton støver, petit basset griffon vendeen og strellufstøver. Støverne har generelt lange drevtider.

### Korttidsdrivende hunde
De korttidsdrivende hunde har kortere drevtider end støverne på op til et kvarter eller en halv time. De egner sig derfor til mindre revirer end støverne, og bruges ofte til jagt på det klovbærende vildt. Kortidsdrivende hunde er bl.a. tysk jagtterrier og tysk wachtelhund.

### Stående hunde
En stående jagthund afsøger terrænet, og når vildtet er opsporet, vil vildtet instinktivt "trykke sig" (ligge sig ned på jorden). Herefter vil jagthunden blive stående og markere vildtet (jagthunden tager stand). Når jægeren kommer op til jagthunden, kommanderes jagthunden til at skræmme vildtet ("at støde vildtet") og derved bringe vildtet (fugl eller hare) til at lette eller løbe. Når vildtet er skudt, kan jagthunden så apportere (hente) vildtet. Eksempler på hunderacer der tilhører denne gruppe er følgende hunderacer: Breton, bracco italiano, Drentsche patrijshond, engelsk setter, gammel dansk hønsehund, Gordon setter, grosser münsterländer, irsk setter, kleiner münsterländer, pointer, spinone, vizsla og weimaraner.

### Stødende hunde
De stødende hunde arbejde tæt på jægeren og "rejser vildtet" - altså får fugle eller kaniner/harer til at lette eller løbe. Når vildtet er skudt, kan jagthunden derefter apportere vildtet. Eksempler på hunderacer der tilhører denne gruppe er følgende hunderacer: engelsk cocker spaniel FT, engelsk springer spaniel FT, og i andre lande bl.a. også welsh springer spaniel.

### Apporterende hunde
De apporterende hunde kan anvendes til at apportere det nedlagte vildt både på land og i vand, som ellers ville være vanskeligt og besværligt for jægeren selv at hente. Blandt de apporterende hunde finder man den velkendte labrador retriever, golden retriever, curly coated retriever, Chesapeake Bay retriever m.fl.

### Schweisshunde
Schweisshunde, eller vildtsporhunde, anvendes til at eftersøge anskudt eller trafikskadet vildt. Flere forskellige racer af de øvrige grupper anvendes som schweisshunde, men racer som bayersk bjergschweisshund er avlet med eftersøg som dens eneste formål, og er derfor en ægte specialist.

## Jagthundeorganisationer
Politisk bliver interesser for jagthunde varetaget af forskellige hundeorganisationer både i Danmark og internationalt. Formålet med hundeorganisationerne er blandt andet at udbrede de jagthunderacer der kan honorere den pågældende organisations krav til sundhed samt mentale og fysiske egenskaber. Enkelte hundeorganisationer har specialiseret sig i at være en organisation der er uafhængige og udelukkende varetager interesser inden for området jagthunde.

### Danske organisationer
Eksklusiv jagthundeorganisation
- Dansk Jagthunde Registrering er den eneste uafhængige jagthundeorganisation i Danmark der eksklusivt varetager interesserer for alle godkendte jagthunde.

Øvrige danske organisationer
- Dansk Kennel Klub (DKK) er den største hundeorganisation, der varetager interesserer inden for alle godkendte hunderacer, herunder jagthunde.

- Fællesrepræsentationen for specialklubber for stående jagthunde i Danmark (FJD) er en sammenslutning af specialklubber under Dansk Kennel Klub (DKK).

- Den Danske Hundeforening er en uafhængig forening, der varetager interesser for alle godkendte hunderacer, herunder jagthunde.

- Dansk Jagthundeudvalg (DJU) er en forening, bestående af medlemmer udpeget af Dansk Kennel Klub (DKK), Danmarks Jægerforbund (DJ) og Fællesrepræsentationen for specialklubber for stående jagthunde i Danmark (FJD). Interesseområdet for DJU er godkendte jagthunde.

### Internationale organisationer
- Fédération Cynologique Internationale (FCI) er en verdensomspændende hundeorganisation, der har 89 medlemslande (inkl. Dansk Kennel Klub). Formålet er at varetage interesser inden for alle godkendte hunderacer, herunder jagthunde.